# 나주시의 향토문화유산
나주시의 향토문화유산은 「문화재보호법」 또는 「전라남도 문화재 보호 조례」에 의거 국가 또는 도 지정문화재로 지정되지 않은 것 중 인위적·자연적으로 형성된 향토적인 문화유산으로서 역사적·학술적·예술적·경관적 가치가 큰 유형·무형기념물·민속자료 등을 말한다.

## 지정 목록
| 지정번호 | 그림 | 명칭                                        | 소재지                                                                | 소유자                                           | 지정일자              | 비고 |
| -------- | ---- | ------------------------------------------- | --------------------------------------------------------------------- | ------------------------------------------------ | --------------------- | ---- |
| 1호      |      | 이로당 소장 일괄문서 (頤老堂 所藏 一括文書) | 나주시 서내동 48                                                      | 나주노인회                                       | 2006년 12월 30일 지정 |      |
| 2호      |      | 금안동 동계 일괄문서 (金安洞 洞契 一括文書) | 나주시 노안면 금안2길 96-6                                            | 쌍계정                                           | 2006년 12월 30일 지정 |      |
| 3호      |      | 초동 동계 일괄문서 (草洞 洞契 一括文書)     | 나주시 다시면 무속로 647-6                                            | 보산정사                                         | 2006년 12월 30일 지정 |      |
| 4호      |      | 창계가 소장 일괄문서 (滄溪家 所藏 一括文書) | 나주시 다시면 가운리 402번지                                          | 나주임씨 창계문중                                | 2006년 12월 30일 지정 |      |
| 5호      |      | 동사리 당산제와 당산일원                    | 나주시 남평읍 동사리 44번지 외 2필지                                  | 동사리 1구 마을회                                | 2006년 12월 30일 지정 |      |
| 6호      |      | 제창 당산제와 당산일원                      | 나주시 안창동 481번지 외 1필지                                        | 안창 9동 새마을회                                | 2006년 12월 30일 지정 |      |
| 7호      |      | 중포리 당산제와 당산일원                    | 나주시 공산면 증포리 394번지                                          | 중포리 2구 새마을회                              | 2006년 12월 30일 지정 |      |
| 8호      |      | 장동리 구석기 유적 (長洞里 舊石器 遺蹟)     | 나주시 동강면 장동리 950-13번지 외 14필지                             | 나주시 외                                        | 2006년 12월 30일 지정 |      |
| 9호      |      | 장동리 패총 (長洞里 貝塚)                   | 나주시 동강면 장동리 20-3번지 외 2필지                                | 사유                                             | 2006년 12월 30일 지정 |      |
| 10호     |      | 기능 지석묘군                               | 나주시 운곡동 189-2번지 외 5필지                                      | 나주정씨 충순위공파종중 외                       | 2006년 12월 30일 지정 |      |
| 11호     |      | 영동리 고분군 (永洞里 古墳群)               | 나주시 다시면 영동리 812번지 외 2필지                                 | 나주시 외                                        | 2006년 12월 30일 지정 |      |
| 12호     |      | 가흥리 고분 (佳興里 古墳)                   | 나주시 다시면 가흥리 428번지 외 3필지                                 | 사유                                             | 2006년 12월 30일 지정 |      |
| 13호     |      | 정촌 고분 (丁村 古墳)                       | 나주시 다시면 복암리 91번지                                           | 나주시 외                                        | 2006년 12월 30일 지정 |      |
| 14호     |      | 나위소 묘소와 신도비 (羅緯素 墓所 神道碑)   | 나주시 삼영동 산57-1번지                                              | 나주나씨 경주공종중                              | 2006년 12월 30일 지정 |      |
| 15호     |      | 화정리 고분군 (化丁里 古墳群)               | 나주시 왕곡면 화정리 산 130번지                                       | 사유                                             | 2006년 12월 30일 지정 |      |
| 16호     |      | 월정서원 (月井書院)                         | 나주시 노안면 금안리 406번지                                          | 월정서원 유회, 홍찬주(종중재산), 홍동희          | 2011년 7월 26일 지정  |      |
| 17호     |      | 경현서원 (景賢書院)                         | 나주시 노안면 영평리 529-1번지                                        | 서흥김씨호남종중                                 | 2011년 7월 26일 지정  |      |
| 18호     |      | 영강사 (榮江祠)                             | 나주시 영산동 39-8번지                                                | 경주이씨성암공파나주대종중(영강사)               | 2011년 7월 26일 지정  |      |
| 19호     |      | 포충각 (褒忠閣)                             | 나주시 다시면 영동리 717-3번지                                        | 함평이씨호암공문중, 이재경                       | 2011년 7월 26일 지정  |      |
| 20호     |      | 금사정 (錦社亭)                             | 나주시 왕곡면 송죽리 130번지                                          | 나주나씨금사정파일손종중                         | 2011년 7월 26일 지정  |      |
| 21호     |      | 귀래당 (歸來堂)                             | 나주시 다도면 풍산리 615-1번지                                        | 풍산홍씨호은공문중                               | 2011년 7월 26일 지정  |      |
| 22호     |      | 영태각 (永泰閣)                             | 나주시 공산면 상방리 500번지                                          | 정요원                                           | 2011년 7월 26일 지정  |      |
| 23호     |      | 함평이씨 참판공문중 소장 고문서             | 나주시 다시면 월태리                                                  | 함평이씨참판공파문중                             | 2011년 7월 26일 지정  |      |
| 24호     |      | 구 금남금융조합                             | 나주시 금계동 19번지                                                  | 강재수                                           | 2011년 7월 26일 지정  |      |
| 25호     |      | 구 왕곡공립심상소학교                       | 나주시 왕곡면 옥곡리 64-28번지                                        | 이정만                                           | 2011년 7월 26일 지정  |      |
| 26호     |      | 구 나주잠사                                 | 나주시 금성동 29-1, 21-4, 21-6, 21-7, 22-3, 22-4, 27-7, 24-4 등 8필지 | 나주잠사주식회사, 최남희                         | 2011년 7월 26일 지정  |      |
| 27호     |      | 남평 주조장                                 | 나주시 남평읍 남평리 164번지                                          | 남평 주조장                                      | 2011년 7월 26일 지정  |      |
| 28호     |      | 죽림사 석불좌상                             | 나주시 남평읍 풍림리 1번지 죽림사                                     | 죽림사                                           | 2011년 7월 26일 지정  |      |
| 29호     |      | 운흥사 석불좌상                             | 나주시 다도면 암정리 971-3번지 운흥사                                 | 운흥사                                           | 2011년 7월 26일 지정  |      |
| 30호     |      | 송재사 (松齋祠)                             | 나주시 문평면 동원리 243번지                                          | 금성나씨송재서원문중                             | 2013년 11월 11일 지정 |      |
| 31호     |      | 집성사 (集成祠)                             | 나주시 봉황면 와우리 559-1번지                                        | 집성사 별유사                                    | 2013년 11월 11일 지정 |      |
| 32호     |      | 이용제 정려각 (李容濟 旌閭閣)               | 나주시 세지면 교산리 420-2번지                                        | 전의이씨목사공파 화수회                          | 2013년 11월 11일 지정 |      |
| 33호     |      | 나주임씨 대종가 (羅州林氏 大宗家)           | 나주시 다시면 회진리 38번지                                           | 나주임씨대종중                                   | 2013년 11월 11일 지정 |      |
| 34호     |      | 영호정 (永護亭)                             | 나주시 다도면 풍산리 212-1번지                                        | 풍산1구 새마을회                                 | 2013년 11월 11일 지정 |      |
| 35호     |      | 양벽정 (漾碧亭)                             | 나주시 다도면 풍산리 142번지                                          | 풍산홍씨 양벽정 문중                             | 2013년 11월 11일 지정 |      |
| 36호     |      | 제주양씨 효열각 (濟州梁氏 孝烈閣)           | 나주시 다시면 가운리 산 92-1번지                                      | 나주임씨귀래정문중                               | 2013년 11월 11일 지정 |      |
| 37호     |      | 임서 신도비 (林㥠 神道碑)                   | 나주시 다시면 가운리 159-2번지                                        | 나주임씨습정공파종중                             | 2013년 11월 11일 지정 |      |
| 38호     |      | 태평사 마애보살좌상 (太平寺 磨崖菩薩坐像)   | 나주시 노안면 영평리 37-1번지                                         | 태평사                                           | 2013년 11월 11일 지정 |      |
| 39호     |      | 삼왕묘 (三王廟)                             | 나주시 금천면 신천리 361번지, 362번지, 363-1번지, 356-3번지           | 김해김씨가락나주시군종친회, 나주시군김해김씨종중 | 2016년 6월 13일 지정  |      |
| 40호     |      | 나주 도래마을 옛집                          | 나주시 다도면 풍산리 199번지                                          | 재단법인 내셔널트러스트 문화유산기금             | 2016년 6월 13일 지정  |      |
| 41호     |      | 어필문 (御筆門)                             | 나주시 노안면 영평리 496-1                                            | 서흥김씨교관공파문중                             | 2016년 6월 13일 지정  |      |
| 42호     |      | 다시들노래                                  | 나주시 일원                                                           | 나주문화원(나주 시청길 22)                       | 2017년 1월 20일 지정  |      |
| 43호     |      | 동강봉추들노래                              | 나주시 일원                                                           | 나주문화원(나주 시청길 22)                       | 2017년 1월 20일 지정  |      |
| 44호     |      | 봉황내촌들노래                              | 나주시 일원                                                           | 나주문화원(나주 시청길 22)                       | 2017년 1월 20일 지정  |      |
| 45호     |      | 노안학산들노래                              | 나주시 일원                                                           | 나주문화원(나주 시청길 22)                       | 2017년 1월 20일 지정  |      |
| 46호     |      | 용강재 (龍崗齋)                             | 나주시 건재로 185                                                     | 김해김씨 시중공파 대종회                         | 2018년 3월 27일 지정  |      |
| 47호     |      | 금호사 (錦湖祠)                             | 나주시 남내동 4-2                                                     | 나주나씨 금호공 종중                             | 2018년 3월 27일 지정  |      |
| 48호     |      | 진주강씨 삼강문 (晉州姜氏 三綱門)           | 나주시 산포면 화지리 172-2                                            | 진주강씨 통계공파 모헌종중(강영석)               | 2018년 3월 27일 지정  |      |
| 49호     |      | 남평 영모재                                 | 나주시 남평읍 오계리 707                                              | 정재범(광주 서구 화계1로 59번지 * **)            | 2019년 10월 7일 지정  |      |
| 50호     |      | 소요정 (逍遙亭)                             | 나주시 다시면 죽산리 323외                                            |                                                  | 2021년 11월 18일 지정 |      |
| 51호     |      | 충열각 (忠烈閣)                             | 나주시 다시면 죽산리 323외                                            |                                                  | 2021년 11월 18일 지정 |      |
| 52호     |      | 나주 구진포터널                             | 나주시 안창동 734-1 일원                                              |                                                  | 2021년 11월 18일 지정 |      |
| 53호     |      | 정우채 고택                                 | 나주시 반남면 청송로 34-27                                            |                                                  | 2022년 2월 16일 지정  |      |
| 54호     |      | 금강계 중수계안과 관련문서                  | 전라남도 나주시 금성동 29-1                                           | 나주나빌레라문화센터 수장고                      | 2022년 6월 28일 지정  |      |
| 55호     |      | 호남절의록과 금성삼강록                     | 전라남도 나주시 금성동 29-1                                           | 나주나빌레라문화센터 수장고                      | 2022년 6월 28일 지정  |      |
| 56호     |      | 나주성당 유적                               | 나주시 산정동 18-2번지 (박정길 3)                                     |                                                  | 2022년 6월 28일 지정  |      |
| 57호     |      | 나주 토종 배나무                            | 나주시 노안면 학산리 442-2 나주시 다도면 도동리 산 66                 |                                                  | 2022년 6월 28일 지정  |      |
| 58호     |      | 척서정                                      | 나주시 노안면 금안1길 29                                              |                                                  | 2022년 6월 28일 지정  |      |
| 59호     |      | 남평 나주정씨 호적문서                      | 전라남도 나주시 금성동 29-1                                           | 나주나빌레라문화센터 수장고                      | 2023년 2월 14일 지정  |      |
| 60호     |      | 남평향교 관련자료                           | 전라남도 나주시 금성동 29-1                                           | 나주나빌레라문화센터 수장고                      | 2023년 2월 14일 지정  |      |
| 61호     |      | 풍천임씨 율봉사 운영문서                    |                                                                       | 한국학호남진흥원                                 | 2023년 2월 14일 지정  |      |
| 62호     |      | 나주 보덕공 박이관비 및 석물 일괄           | 나주시 남평읍 광촌리 산1                                              |                                                  | 2024년 1월 17일 지정  |      |
| 63호     |      | 충주박씨 삼강문                             | 나주시 동강면 진천길 147-29                                           |                                                  | 2024년 1월 17일 지정  |      |
| 64호     |      | 경주이씨 삼강문                             | 나주시 동강면 옥정리 144-1                                            |                                                  | 2024년 1월 17일 지정  |      |

## 참고 문헌
- 나주시 홈페이지 - 고시/공고
- 나주문화관광 - 관광지/문화재